# Дзьобак індокитайський
Дзьоба́к індокитайський (Chrysocolaptes guttacristatus) — вид дятлоподібних птахів родини дятлових (Picidae). Мешкає в Південній і Південно-Східній Азії. Раніше вважався конспецифічним з великим дзьобаком, однак був визнаний окремим видом.

## Опис
Довжина птаха становить 33 см. Верхня частина тіла і верхні покривні пера крил золотисто-оливкові або золотисто-зелені, крила чорнуваті, на нижній стороні крил білі плямки. Нижня частина тіла біла або білувата, сильно поцяткована чорними плямами, особливо на нижній частині горла і грудях, на животі і гузці вони вужчі і більш коричневі. Лоб оливково-коричневий, тім'я у самців червоне, у самиць чорне, поцятковані круглими білими плямами, потилиця чорні, задня частина шиї біла. Над очима широкі білі «брови». через очі ідуть широкі чорні смуги, щоки білі, під дзьобом білі «вуса», окаймлені чорними смугами. Очі кремово-білі або жовтуваті, дзьоб чорнуватий або темно-сірий, лапи зеленувато-коричневі.

## Підвиди
Виділяють чотири підвиди:
- C. g. sultaneus (Hodgson, 1837) — передгір'я західних Гімалаїв (північний захід Індії, західний Непал);
- C. g. guttacristatus (Tickell, 1833) — передгір'я центральних і східних Гімалаїв (східний Непал, Сіккім, Бутан, Північно-Східна Індія), Юньнань, М'янма, Таїланд, Індокитай;
- C. g. indomalayicus Hesse, 1911 — Малайський півострів, північна Суматра і сусідні острови, Ява;
- C. g. andrewsi Amadon, 1943 — північний схід Калімантану (Сабах).

Chrysocolaptes socialis раніше вважався підвидом індокитайського дзьобака, однак був визнаний окремим видом у 2022 році.

## Поширення і екологія
Індокитайські дзьобаки мешкають в Індії, Непалі, Бутані, Бангладеш, Китаї, М'янмі, Таїланді, Лаосі, В'єтнамі, Камбоджі, Малайзії та Індонезії. Вони живуть у вологих і сухих тропічних лісах, в рідколіссях і на плантаціях, на Малайському півострові і Суматрі також у мангрових лісах. У Непалі зустрічаються на висоті до 900 м над рівнем моря, в Індії на висоті до 1800 м над рівнем моря, в Південно-Східній Азії на висоті до 1200 м над рівнем моря. Живляться переважно гусінню і личинками жуків-короїдів, а також мурахами та їх лялечками, іноді нектаром. Сезон розмноження триває з лютого по серпень. Гніздяться в дуплах дерев, у кладці 3—4 яйця.